# Termalização
Na física, termalização é o processo de corpos físicos atingirem o equilíbrio térmico através da interação mútua. Em geral, a tendência natural de um sistema é para um estado de equipartição de energia e temperatura uniforme que maximize a entropia do sistema. Termalização, equilíbrio térmico e temperatura são, portanto, conceitos fundamentais importantes dentro da física estatística, mecânica estatística e termodinâmica; todos os quais são uma base para muitos outros campos específicos de compreensão científica e aplicação de engenharia.
Exemplos de termalização incluem:
- a obtenção do equilíbrio em um plasma;[1]
- o processo sofrido por nêutrons de alta energia como eles perdem energia por colisão com um moderador nuclear.[2]

A hipótese, fundamental para a maioria dos livros introdutórios que tratam da mecânica estatística quântica, assume que os sistemas vão para o equilíbrio térmico (termalização). 